# يوفنتوس موسم 2004–05
كان موسم 2004–05 هو الموسم الـ107 في الوجود والموسم الـ103 على التوالي لنادي يوفنتوس في الدوري الإيطالي. فاز يوفنتوس بلقب الدوري للمرة الـ28 في هذا الموسم، وفي العام التالي تم تجريد يوفنتوس من هذا اللقب وإرساله إلى دوري الدرجة الثانية بسبب فضيحة الكالتشيو بولي.